# 洪聖爺灣泳灘

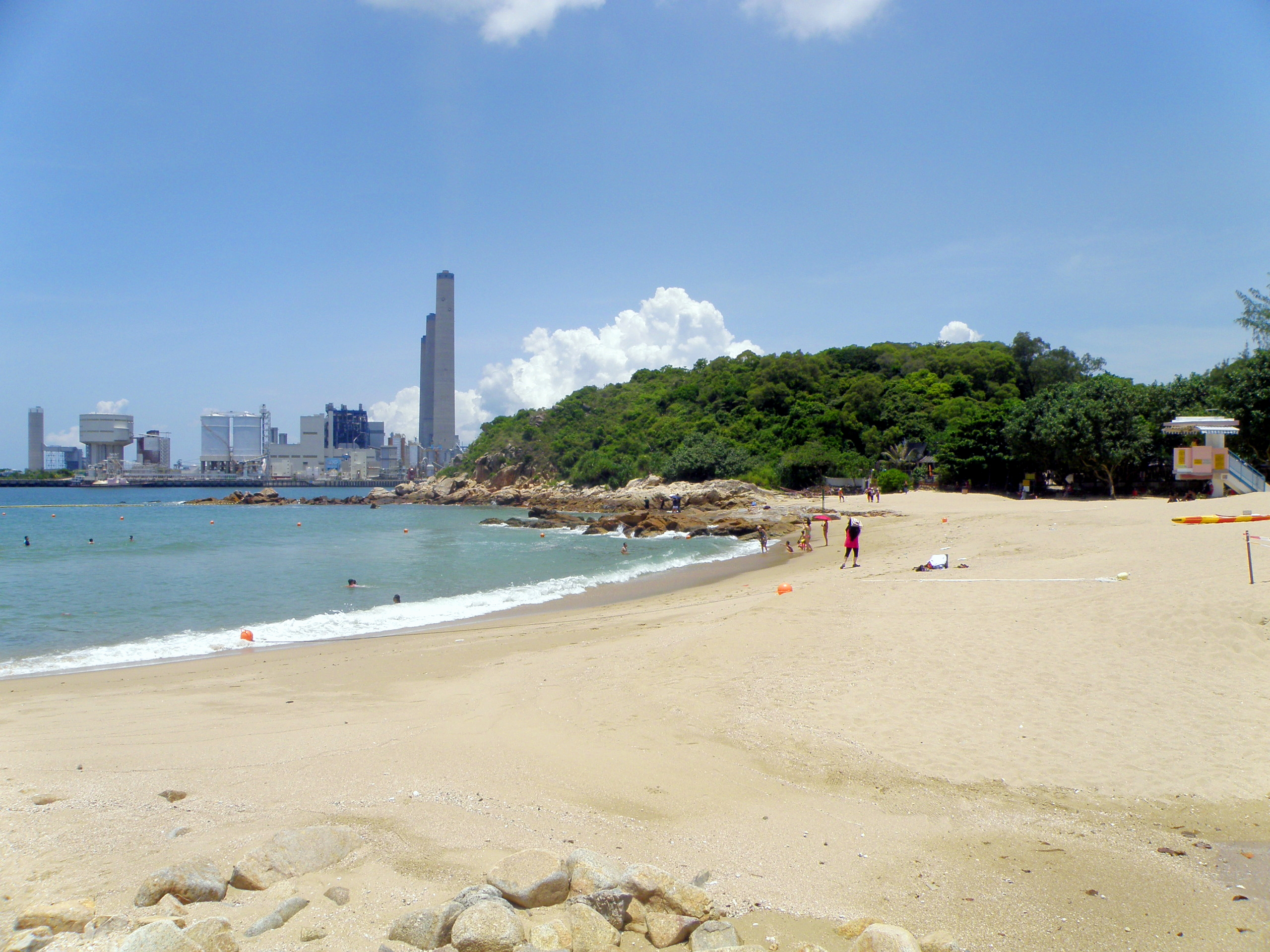
洪聖爺灣泳灘，左方為南丫發電廠

洪聖爺灣泳灘（英語：Hung Shing Yeh Beach）是香港南丫島上的一沙石灘，水清沙幼，在島的北部，由康樂及文化事務署管理，離榕樹灣碼頭約需15－20分鐘的步行路程。

## 簡介
洪聖爺灘是在南丫島家樂徑的北端，到南丫島遠足者會經過此泳灘及蘆鬚城泳灘。泳灘附近設有警察崗位。泳灘設施包括燒烤區、更衣室、淋浴設備和洗手間。救生員當值時間為夏季4月至10月。

## 海上交通
- 往返中環：港九小輪往返榕樹灣
- 往返香港仔：翠華船務往返榕樹灣

## 外部連結
- 康樂及文化事務署 泳灘資料（页面存档备份，存于） （英文）
- 離島假期 離島區議會網站[永久]
- 洪聖爺灣碧海藍天沙灘 文匯報 2011年6月7日 （页面存档备份，存于）